# Benzino
Raymond Scott (18 de julio de 1965) es un rapero conocido como Benzino. Es el antiguo copropietario de la popular revista de hip hop The Source. En un principio el rapero residía en Boston, Massachusetts, cuando conoció a Dave Mays, el fundador de la revista, visitando la Universidad de Harvard. Desde 1988 a 2001, Benzino fue un socio comanditario del negocio. Sin embargo, en 2001, el rapero reconoció su participación en la publicación.
Como rapero, la carrera de Benzino ha sido en gran parte poco exitosa, siendo comparada con la de muchos artistas que han aparecido en la publicación. Sin embargo, también es muy conocido por sus confrontaciones con la policía y por sus disputas con el rapero Eminem.

## Biografía

### Impacto de Benzino enThe Source
Benzino comenzó su carrera musical en un grupo llamado Almighty RSO. Fue conocido principalmente por su canción anti-policía "One In The Chamba" del álbum Forever Doomsday lanzado a través de Tommy Boy Records. El sencillo y el álbum fueron considerados polémicos por el tono del grupo de rap y el estímulo abierto de asesinar la aplicación de la ley. En 1994 la Policía de Boston y la Orden Fraternal de Policía forzó a RSO a abandonar el sello discográfico. Después de que RSO se disolviera, Benzino creó un grupo llamado Made Men con sus antiguos compañeros de RSO Antonio Twice Thou y Mr. Gzus.
Dave Mays fue un amigo y mánager del grupo. Generalmente y sin el consentimiento de redactores y accionistas, con frecuencia publicaba historias y críticas que destacaban a Benzino en The Source. Los redactores demandaron que Benzino y sus socios visitaban la revista, amenazando a periodistas y robando propiedades. En 1994 y 1999, Mays tuvo severas fricciones con redactores después de que incluyera artículos sobre el grupo de Benzino forzando a que una mayoría del personal se pusiera en huelga como protesta. Cuando la revista presentó sus premios anuales, Benzino fue nominado a premios cuando su música raras veces fuera oída o vista en medios de comunicación. En 2001, tras una gala de premios, fue detenido en una disputa con incumplimiento de la ley en Miami. Cuando fue arrestado por la policía, Benzino reconoció que era el copropietario de la revista. Según se dice, Benzino a la fuerza logró llegar a ese puesto en The Source. En las críticas de los álbumes, la revista los juzga por "micrófonos". Se cree que Benzino estuvo implicado en la valoración de los álbumes. 
Tras reconocer ser el copropietario de la publicación, Benzino sacó un álbum en solitario. Firmó por Motown Records y lanzó The Benzino Project. En su álbum debut colaboraban muchos raperos notables, además de Pink. Sin embargo, el álbum tuvo pocas ventas y forzó a Motown a desprenderse de él. Deslustrado pero sin inmutarse, Benzino liberó su segundo álbum bajo Elektra Records.

### Disputas con Eminem
Durante años, nombraron a Eminem como la futura estrella de la publicación. Después su álbum The Marshall Mathers LP fue juzgado con tan sólo dos "micrófonos", aunque posteriormente fue modificado a cuatro tras las quejas de los lectores. El grupo de Benzino, Made Men, recibió 4.5 "micrófonos", a pesar de no alcanzar ningún tipo de éxito comercial. Eminem se sintió ofendido y se dirigió a la revista en su siguiente álbum The Eminem Show.
La situación se intensificaba poco a poco a medida que pasaba el tiempo. Benzino demandó que el éxito de Eminem arruinaba las posibilidades de los raperos latinos y negros de tener éxito. También creía que las corporaciones controlan y apoyan a Eminem, que le permiten hablar de asuntos significativos, mientras que los raperos negros deben rapear sobre cosas materialistas. 
Benzino sostuvo que MTV es la responsable de los problemas del hip hop. También demanda que la mayor parte de la culpa la debería tener Jimmy Iovine, mánager de Interscope Records, por subir a Eminem al estrellato. Una de las cosas que más enfadó a Benzino fue la letra de "Without Me" de The Eminem Show, en la que decía: "Aunque yo no sea el primer rey de la controversia/ Soy la peor cosa desde Elvis Presley/ Para hacer la música negra tan egoistamente/ Y usarlo para hacerme rico" (aunque en el contexto de la canción, es probable que no estuviera hablando en serio). Benzino pensó que esto era la gota que colmaba el vaso.
Antes de que Benzino lanzara su primer álbum, grabó una "diss" dirigida a Eminem. En algunas entrevistas ha declarado que Eminem es una parte de la "máquina" corporativa y esto destruye el hip hop. Cuando Eminem se enteró de estos comentarios, decidió responderle. Grabó dos canciones, "The Sauce" y "Nail in the Coffin", atacando la credibilidad de The Source y arruinando la carrera de rap de Benzino. Este comenzó a insultarle personalmente, e incluso amenazó a su hija y se metió con él en las canciones “2003 Vanilla Ice” y “Rap Hitler”.
Eminem decidió llevar sus disputas con Zino a la radio. La DJ Angie Martínez permitió a Eminem expresar sus problemas, marcando a Benzino como "uno de los peores raperos del mundo". Benzino telefoneó más tarde, amenazando con enfrentarse a él si se cruzaran sus caminos. Elektra Records despidió a Benzino antes de que lanzase su segundo álbum. Su álbum Redemption vendió 14.000 copias, mientras que The Eminem Show vendió 20 millones.
Benzino también ha sido sujeto de escrutinio por usar su revista como plataforma promocional personal, además de para atacar a sus enemigos. En 2003, The Source liberó unas grabaciones de Eminem en las que se refería de manera despectiva a mujeres y negros. Eminem pidió perdón por las cintas, pero también declaró que la vendetta de la revista contra él fueron los motivos de las alegaciones. Las grabaciones, hechas en 1988, fueron el sujeto de un pleito del rapero. Eminem demandó a The Source por violación de los derechos de autor y difamación. Benzino y The Source publicaron también la lírica entera en su página web y en la propia revista, siendo forzados a compensar posteriormente con una gran suma de dinero a Eminem y su sello Shady Records.
Más tarde Benzino instaría a las televisiones a prohibir el vídeo del sencillo "Just Lose It" de Eminem, en el que se reía de Michael Jackson. La revista quiso boicotear al rapero. A pesar de sus esfuerzos, BET ha sido la única cadena en prohibir el videoclip. Eminem lanzó el sencillo "Like Toy Soldiers" del álbum Encore, en el cual dice que está listo a terminar con las disputas.  Benzino respondió con su sencillo "Look Into My Eyes".
Visitando una emisora de radio de Detroit, el fundador de la revista Dave Mays y Eminem entraron en una discusión acalorada que causó que Benzino entrara de nuevo en disputas con el rapero. Esta vez, su contienda incluyó también a los raperos 50 Cent, Busta Rhymes y muchos otros que estaban asociados con Eminem. Cuando Mays fue perjudicado tras una confrontación con Busta Rhymes, Benzino comenzó a criticarlo a él también. Sus problemas con Eminem causaron un daño irreparable a la credibilidad de The Source.

### Fin de Benzino enThe Source
En 2006, la junta directiva de The Source votó para eliminar oficialmente de sus puestos a Benzino y Mays debido a su influencia perjudicial sobre la revista. Benzino intentó evitar la terminalización obteniendo una orden de restricción temporal para impedir perder su puesto como presidente. Después de que la orden restrictiva fue levantada, el consejo despidió a Benzino y Mays. El antiguo oficial de operaciones y el redactor Jeremy Miller se convirtieron en el presidente y CEO de The Source. Miller reconoció que Mays y Benzino ya no están implicados en la publicación, y prometió a los lectores que las disputas con Eminem están oficialmente terminadas. Antes, los admiradores y los partidarios de Eminem creyeron que Benzino dimitió de su posición como copropietario de The Source.

## Discografía

### Álbumes
- Doomsday: Forever RSO
- Classic Limited Edition
- The Benzino Project (2001)
- The Benzino Remix Project (2002)
- Redemption (2002)
- Arch Nemesis (2005)

### Singles
- 2002 Rock The Party
- 2003 Would You
- 2005 Wide Body